# Habitatge al carrer Principal, 1 (Calafell)
L'habitatge al Carrer Principal, 1 és un edifici de planta irregular, amb dues façanes que donen a la via pública, de planta baixa i una planta alta que es va construir aprofitant la roca natural del turó del castell. El sistema constructiu és de tipus tradicional amb murs de càrrega de maçoneria unida amb argamassa i sostres unidireccionals amb bigues de fusta amb entrebigat ceràmic. El portal i les finestres són de maó massís. Els elements decoratius són rajoles vidriades de colors. La coberta en forma de terrat no és original. La composició de la façana principal és feta a partir d'eixos de simetria. Al centre de la façana hi ha el portal amb una llinda de forma aixamfranada i cada banda hi ha una finestra amb arc escarser. Aquestes obertures són fetes amb fàbrica de maó massís vist. A la planta alta hi ha tres finestres amb clavellineres fetes de maó i persianes de fusta de lamel·les. A la part de la llinda de cada obertura hi ha un element decoratiu fet amb rajoles vidrades de colors, el qual recorda un guardapols. A la part superior de la façana, que és pintada de color blanc, hi ha un ampit calat fet amb peces corbes de ceràmica, el qual no és original. Fixats a la façana hi ha un fanal i cables elèctrics.